# Matthias Drzewicki

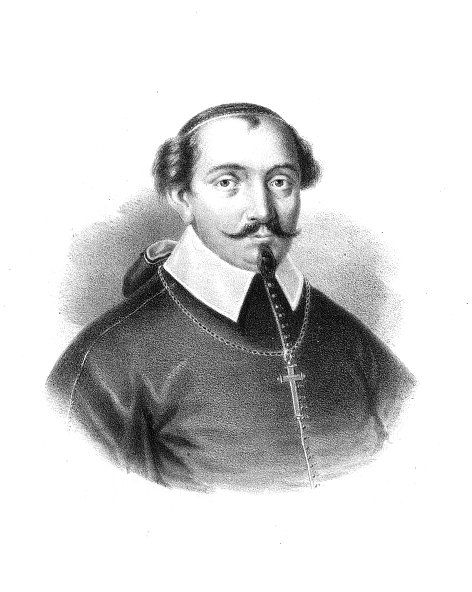
Primas Poloniae Maciej Drzewiecki (Druck 1864)

Matthias Drzewicki (polnisch Maciej Drzewicki; * 22. Februar 1467; † 22. August 1535 in Łowicz, Königreich Polen) war Bischof von Przemyśl und Włocławek, Erzbischof von Gnesen (1531–1535), Kanzler des Königreichs Polen (1510–1515) und ein Gelehrter.

## Leben

Exlibris mit Drzewickis Wappenschild (1516)

Er war ein Sohn von Jakob Drzewicki, der später Kastellan von Żarnów wurde. Matthias studierte in Włocławek und an der Universität in Krakau und war ein Schüler von Philipp Kallimachos.
1497 wurde er Kabinettssekretär von König Johann Albrecht, 1497 erster Sekretär und 1501 Vizekanzler. Nach dem Tod des Königs verlor er an politischen Einfluss und erlangte mit Mühe 1505 das Amt des Bischofs von Przemyśl.
1506 war Matthias Drzewicki bei der Wahl von König Sigismund I. beteiligt und hatte seitdem wieder eine größere Bedeutung am Hof. 1510 wurde er Kanzler des Königreichs Polen.
1513 wurde Matthias außerdem Bischof von Włocławek (Leslau) in Kujawien. 1515 musste er die Position des Kanzlers wieder aufgeben.
Bischof Matthias ging seit 1518 gehen reformatorische Bestrebungen in den königlich-preußischen Städten vor und ließ den ersten evangelischen Prediger Danzigs Jacob Knothe einkerkern. 1519 war er bei der Wahl Karls V. zum römisch-deutschen König in Frankfurt anwesend, 1525 war er Mitunterzeichner des Vertrags von Krakau zwischen dem Königreich Polen und dem Deutschen Orden.
1531 wurde Matthias zum Erzbischof von Gnesen und Primas von Polen ernannt. Auch in dieser Funktion ging er gegen die reformatorischen Ideen im Lande vor. Auf einer Synode im folgenden Jahr wurde noch einmal ein Konfiszierung lutherischer Schriften angeordnet.
Erzbischof Matthias starb am 22. August 1535 in seiner Residenz in Łowicz. Er wurde in der Kathedrale in Gnesen beigesetzt.
Matthias Drzewicki verfasste mehrere Schriften, unter anderem zur Geschichte der Bischöfe von Włocławek, und eigene Lebenserinnerungen.